# Wilhelm Havemann
Wilhelm Havemann (Lüneburg, 1800. szeptember 27. – Göttingen, 1869. augusztus 23.) német történetíró. 

## Élete
A jogot Göttingenben végezte, ahol azonban 1823-ban mint lázítót vizsgálati fogságba vetettek és öt évi fogságra ítélték. Amint a börtönből kikerült, Hannoverben történelmi előadásokat tartott, 1831-ben pedig az ilfeldi pedagógium tanára lett. 1838-ban a göttingeni hét tanárnak elbocsáttatása alkalmával, egyetemi tanárnak hiíták meg Dahlmann helyére. Hannover annexióját a poroszok által mélyen fájlalta. 1841-től 1845-ig szerkesztette a Göttinger gelehrten Anzeigen című folyóiratot.

## Művei
- Geschichte der Kämpfe Frankreichs in Italien von 1494 bis 1515 (Hannover, 1833-35, 2 kötet)
- Magnus II., Herzog zu Braunschweig und Lüneburg (Lüneburg, 1836)
- Geschichte der Lande Braunschweig und Lüneburg (1837-38, 2 kötet, 2 kiad., Göttingen, 1855-57, 3 kötet)
- Elisabeth, Herzogin von Braunschweig-Lüneburg (1839)
- Handbuch der neuern Geschichte (Jena, 1840-44, 3 kötet)
- Mitteilungen aus dem Leben von Michael Neander (Göttingen, 1841)
- Geschichte des Ausgangs des Tempelherrenordens (Stuttgart, 1846)
- Darstellungen aus der innern Geschichte Sapniens während des 15., 16. und 17. Jahrhunderts (Göttingen, 1850)
- Das Leben des Don Juan d'Austria (Gotha, 1865)
- Das Kurfürstentum Hannover unter zehnjähriger Fremdherrschaft, 1803-13 (Jena, 1867)